# Days of Future Passed
Days of Future Passed – drugi album studyjny (zarazem pierwszy koncepcyjny) brytyjskiej grupy The Moody Blues wydany w listopadzie 1967 roku przez Deram Records. Jest to pierwsza płyta, na której można usłyszeć zespół w klasycznym składzie (Justin Hayward, John Lodge, Mike Pinder, Ray Thomas, Graeme Edge).

## Tło
Sesje nagraniowe odbyły się w Decca Studios w West Hampstead (północno-zachodnia część Londynu) pomiędzy 9 maja, a 3 listopada 1967 roku. Zespół współpracował z producentem Tonym Clarkiem, inżynierem dźwięku Derekiem Varnalsem oraz dyrygentem Peterem Knightem.
Według członków The Moody Blues, po dwóch latach występów jako niezbyt dobrze radząca sobie biała grupa R&B, zaoferowano im nagranie adaptacji IX symfonii e-moll Antonína Dvořáka dla nowo utworzonej dywizji Decca Records – Deram, w celu zaprezentowania możliwości najnowszych technik nagraniowych nazwanych „Deramic Sound System”. Zespół (początkowo bez wiedzy wytwórni) postanowił skupić się na stworzeniu albumu opartego na projekcie, nad którym już wcześniej pracowali.
Historia ta podważana jest przez Dereka Varnalsa, który twierdzi, że nawet na początku sesji nagraniowych w 1967 roku, nie było planu, aby nagrywać Dvořáka (rozmowy o projekcie miały mieć miejsce znacznie później).
Po raz pierwszy w historii zespołu można usłyszeć grany przez Mike’a Pindera melotron. Orkiestralne interludia odegrane zostały przez London Festival Orchestra. Zespół występuje równocześnie z orkiestrą tylko raz, w końcowej części utworu „Nights in White Satin”.
Album w luźny sposób opowiada o jednym dniu (od świtu do nocy) z życia bliżej nieokreślonej osoby.

## Wydanie
Days of Future Passed został wydany 10 listopada 1967 roku w Wielkiej Brytanii, a 11 listopada w Stanach Zjednoczonych. Album osiągnął 27. miejsce na UK Album Charts. W 1972 roku zajął 3. miejsce na amerykańskiej liście Billboard 200.
W 1977 roku album wydano na taśmie szpulowej w systemie kwadrofonicznym. Miksu tego użyto dla CD z 2001 roku (w systemie 5.1) oraz dwupłytowej Deluxe Edition (wydanej na Super Audio CD w 2006 roku).
17 listopada 2017 roku po raz pierwszy wypuszczono na rynek CD z oryginalnym mixem albumu.

## Oryginalny i późniejsze miksy
W 1972 roku odkryto, że stan głównych taśm sprawia, iż zachowały się tylko najważniejsze elementy każdego z utworów, w związku z czym album był w całości remiksowany dla wznowień pomiędzy 1978 a 2017 rokiem.
Oryginalny miks został w całości odzyskany i wydany na płycie CD w listopadzie 2017 roku.
Późniejsze miksy różnią się od oryginalnego w następujący sposób:
- Po orkiestralnym wstępie „Dawn is a Feeling” rozpoczyna się bardziej gwałtownie, słychać mniej echa w trakcie sekcji śpiewanej przez Mike’a Pindera, przez co wokal był bardziej wyraźny.
- W „Another Morning” podwójny wokal Raya Thomasa rozproszony jest na lewy i prawy kanał stereo. Interludium na flecie poprzecznym grane jest dwukrotnie przed zakończeniem utworu.
- Orkiestralny wstęp „Lunch Break” trwa około 20 sekund dłużej przed zaniknięciem.
- W łącznikach (bridges) w utworze „(Evening) Time to Get Away” można usłyszeć śpiew tylko Johna Lodga, tymczasem w oryginalnym mixie słyszalne są także wokale wspierające.
- W zakończeniu utworu „(Evening) Time to Get Away” brakuje sekcji granej na melotronie. Samo zakończenie powtórzone jest tylko dwa razy zamiast trzech.
- W utworze „The Sun Set” brakuje partii granych na pianinie i perkusji. Pogłos w trakcie śpiewanych przez Pindera słów „through the night” brzmi inaczej.
- „Twilight Time” rozpoczyna się bardziej gwałtownie po orkiestralnym interludium.
- Wokale wspierające w „Twilight Time” słyszalne są w trakcie trwania całego utworu, zamiast pojawiać się tylko w konkretnych częściach piosenki.
- Na początku „Nights in White Satin”, po zakończeniu preludium, sekcja rytmiczna włącza się wcześniej.
- Niektóre instrumenty smyczkowe w „Nights in White Satin” (przed „Late Lament”) są źle zsynchronizowane.

## Lista utworów

### Ogólna lista utworów
| Strona A | Strona A                       | Strona A                  | Strona A                    | Strona A |
| Nr       | Tytuł utworu                   | Autor                     | Wokal                       | Długość  |
| -------- | ------------------------------ | ------------------------- | --------------------------- | -------- |
| 1.       | „The Day Begins”               | Peter Knight, Graeme Edge | Mike Pinder                 | 5:50     |
| 2.       | „Dawn: Dawn is a Feeling”      | Mike Pinder               | Justin Hayward, Mike Pinder | 3:48     |
| 3.       | „The Morning: Another Morning” | Ray Thomas                | Ray Thomas                  | 3:55     |
| 4.       | „Lunch Break: Peak Hour”       | John Lodge                | John Lodge                  | 5:33     |
|          |                                |                           |                             | 19:06    |

| Strona B | Strona B        | Strona B                                  | Strona B                    | Strona B |
| Nr       | Tytuł utworu    | Autor                                     | Wokal                       | Długość  |
| -------- | --------------- | ----------------------------------------- | --------------------------- | -------- |
| 1.       | „The Afternoon” | Justin Hayward, John Lodge                | Justin Hayward, John Lodge  | 8:23     |
| 2.       | „Evening”       | Mike Pinder, Ray Thomas                   | Mike Pinder, Ray Thomas     | 6:40     |
| 3.       | „The Night”     | Justin Hayward, Graeme Edge, Peter Knight | Justin Hayward, Mike Pinder | 7:24     |
|          |                 |                                           |                             | 22:27    |

### Szczegółowa lista utworów
| Strona A | Strona A                       | Strona A     | Strona A                    | Strona A |
| Nr       | Tytuł utworu                   | Autor        | Wokal                       | Długość  |
| -------- | ------------------------------ | ------------ | --------------------------- | -------- |
| 1.       | „The Day Begins”               | Peter Knight | Utwór instrumentalny        | 4:08     |
| 2.       | „Morning Glory”                | Graeme Edge  | Mike Pinder (recytacja)     | 1:42     |
| 3.       | „Dawn: Dawn is a Feeling”      | Mike Pinder  | Justin Hayward, Mike Pinder | 3:48     |
| 4.       | „The Morning: Another Morning” | Ray Thomas   | Ray Thomas                  | 3:55     |
| 5.       | „Lunch Break: Peak Hour”       | John Lodge   | John Lodge                  | 5:33     |
|          |                                |              |                             | 19:06    |

| Strona B | Strona B                       | Strona B                  | Strona B                | Strona B |
| Nr       | Tytuł utworu                   | Autor                     | Wokal                   | Długość  |
| -------- | ------------------------------ | ------------------------- | ----------------------- | -------- |
| 1.       | „Forever Afternoon (Tuesday?)” | Justin Hayward            | Justin Hayward          | 5:06     |
| 2.       | „(Evening) Time to Get Away”   | John Lodge                | John Lodge)             | 3:17     |
| 3.       | „The Sunset”                   | Mike Pinder               | Mike Pinder             | 3:37     |
| 4.       | „Twilight Time”                | Ray Thomas                | Ray Thomas              | 3:23     |
| 5.       | „Nights in White Satin”        | Justin Hayward            | Justin Hayward          | 5:38     |
| 6.       | „Late Lament / Resolvement”    | Graeme Edge, Peter Knight | Mike Pinder (recytacja) | 1:46     |
|          |                                |                           |                         | 22:47    |

## Notowania na listach

### Album
| Rok  | Lista           | Pozycja |
| ---- | --------------- | ------- |
| 1967 | UK Album Charts | 27      |
| 1972 | Billboard 200   | 3       |

### Single
| Rok  | Singel                  | Lista             | Pozycja |
| ---- | ----------------------- | ----------------- | ------- |
| 1967 | „Nights in White Satin” | UK Singles Chart  | 19      |
| 1968 | „Tuesday Afternoon”     | Billboard Hot 100 | 24      |
| 1972 | „Nights in White Satin” | UK Singles Chart  | 9       |
| 1972 | „Nights in White Satin” | Billboard Hot 100 | 2       |

## Personel

### Muzycy

#### The Moody Blues
- Justin Hayward – gitary akustyczne, gitary elektryczne, pianino, sitar, wokal
- John Lodge – gitara basowa, wokal
- Mike Pinder – melotron, pianino, tanpura, gong, wokal
- Ray Thomas – flet poprzeczny, instrumenty perkusyjne, pianino, wokal
- Graeme Edge – perkusja, instrumenty perkusyjne, wokal

#### Pozostali muzycy
- Peter Knight – dyrygent, aranżacje orkiestralne
- The London Festival Orchestra

### Produkcja
- Tony Clarke – producent
- Derek Varnals – inżynier dźwięku
- Hugh Mendl - producent wykonawczy
- Michael Dacre-Barclay - producent
- David Anstey - projekt okładki